# حزب بويا تاي
 حزب بويا تاي أو من أجل التايلانديين (بالتايلاندية:พรรคเพื่อไทย) و(بالإنكليزية:The Pheu Thai Party) اختصار:(PTP) هو ثالث حزب تأسس من قبل رئيس الوزراء السابق تاكسين شيناوترا تأسس الحزب في تاريخ 20 سبتمبر 2008 كبديل لحزب الشعب المنحل من قبل المحكمة الدستورية.